# 琉球黃楊
琉球黃楊（学名：Buxus liukiuensis）为黃楊科黃楊屬下的一个种。

## 扩展阅读
- 維基物種上的相關：琉球黃楊